# Camissonia dominguez-escalantorum
Camissonia dominguez-escalantorum är en dunörtsväxtart som beskrevs av N.D.Atwood, L.C.Higgins och S.L.Welsh. Camissonia dominguez-escalantorum ingår i släktet Camissonia och familjen dunörtsväxter. Inga underarter finns listade i Catalogue of Life.